# Nerine
Nerine é um género botânico pertencente à família Amaryllidaceae.

## Lista de Espécies
- Nerine alta
- Nerine angulata
- Nerine angustifolia
- Nerine appendiculata
- Nerine bowdenii
- Nerine brachystemon
- Nerine breachiae
- Nerine crispa
- Nerine curvifolia
- Nerine duparquetiana
- Nerine elwesii
- Nerine falcata
- Nerine filamentosa
- Nerine filifolia
- Nerine flexuosa'
- Nerine frithii
- Nerine gaberonensis
- Nerine gibsonii
- Nerine gracilis
- Nerine hesseoides
- Nerine humilis
- Nerine huttonii
- Nerine insignis
- Nerine krigei
- Nerine lucida
- Nerine marginata
- Nerine marincowitzii
- Nerine masonorum
- Nerine moorei
- Nerine pancratioides
- Nerine parviflora
- Nerine peersii
- Nerine plantii
- Nerine platypetala
- Nerine pudica
- Nerine pumila
- Nerine pusilla
- Nerine rehmannii
- Nerine ridleyi
- Nerine sarniensis
- Nerine schlechteri
- Nerine transvaalensis
- Nerine tulbaghensis
- Nerine undulata
- Nerine veitchii
- Nerine versicolor

1. ↑  «Nerine — World Flora Online». www.worldfloraonline.org. Consultado em 19 de agosto de 2020